# Saint-Germain-d'Étables
Saint-Germain-d'Étables è un comune francese di 278 abitanti situato nel dipartimento della Senna Marittima nella regione della Normandia.

## Società

### Evoluzione demografica
Abitanti censiti